# Stéphane Houdet
Pour les articles homonymes, voir Houdet.
Stéphane Houdet, né le 20 novembre 1970 à Saint-Nazaire, est un joueur professionnel français de tennis en fauteuil roulant.
Il a notamment été trois fois champion paralympique en double, en 2008 à Pékin, en 2016 à Rio et en 2021 à Tokyo, ainsi que médaillé d'argent en simple et de bronze en double lors des Jeux de 2012 à Londres. Sacré champion du monde en 2012 et vainqueur de 24 titres en Grand Chelem dont 4 en simple, à Roland-Garros en 2012 et 2013, et à l'US Open en 2013 et 2017.
Il est désigné, en compagnie de la judokate Sandrine Martinet, porte-drapeau de l'équipe de France paralympique pour les Jeux de Tokyo 2020.

## Biographie
Stéphane Houdet joue au tennis à partir de l'âge de 8 ans et obtient un bon classement en simple (2/6) avant son accident.
Il intègre en 1990 l'École nationale vétérinaire de Nantes,, dont il sera diplômé de la promotion Arkovet en 1994.
Le 9 août 1996, à Mondsee près de Salzbourg en Autriche, un accident de moto le prive de l'usage de son genou gauche. Il s'accommode dans un premier temps de son genou raide et se met au golf.
En 1998, il soutient sa thèse « Étude de la création d'une clinique vétérinaire à activité canine » auprès de la faculté de médecine de Nantes et devient docteur en médecine vétérinaire. Il crée une clinique vétérinaire en Isère et pratique la médecine vétérinaire en libéral jusque fin 2004. Il est aussi, jusqu'en 2007, attaché commercial au sein de la société Enora Technologies, un éditeur de solutions informatiques permettant le suivi médical des sportifs de haut niveau.
Dans le même temps, il devient le numéro un français (2001-2006) puis européen (2003-2004) de golf en catégorie handisport. C'est dans ce cadre qu'il rencontre, en 2004, Johan Cruyff, dont la fondation soutient les programmes de sport pour les enfants handicapés, et qui lui conseille de se mettre au tennis.
En décembre 2004, il choisit de se faire amputer de la jambe gauche, après avoir vu un golfeur du nom de Matthew Smith jouer en short avec une prothèse.
En 2005, il commence le tennis en fauteuil et se distingue en remportant le premier tournoi qu'il dispute. Il devient professionnel en 2008, année au cours de laquelle il est médaillé d'or aux Jeux paralympiques de Pékin. Il devient no 1 mondial en double en janvier 2009, puis en simple en juin 2012.
Le 19 janvier 2009, Stéphane Houdet est fait chevalier de la Légion d'honneur par le président de la République Nicolas Sarkozy en tant que champion paralympique.
En parallèle de sa carrière sportive, il devient, en novembre 2009, employé civil du ministère de la Défense rattaché au Centre national des sports de la défense de Fontainebleau. Le 1er février 2015, il est devenu conseiller sport et handicap du commissaire Hervé Piccirillo.
En 2014, à l'occasion du tournoi de Roland-Garros, il rejoint l'équipe des consultants d'Eurosport.
En 2016, l'association Club INSEP Alumni lui attribue le trophée Micheline Ostermeyer pour souligner un parcours qui s'inscrit dans une double réussite sportive et professionnelle en tant que docteur vétérinaire.
En octobre 2020, à l'occasion de l’édition décalée à l’automne du tournoi de Roland-Garros, il rejoint l'équipe des consultants de France Télévisions.
Le 5 juillet 2021, il est nommé porte-drapeau de l'équipe de France paralympique pour les Jeux de Tokyo 2020 par un vote du public entériné par le CPSF, conjointement avec la juodokate Sandrine Martinet.
Le 13 septembre 2021, au cours de la réception des médaillés olympiques et paralympiques des Jeux de Tokyo 2020 au palais de l'Élysée, il est fait officier de la Légion d'honneur, par le président de la République Emmanuel Macron en tant que triple champion paralympique.

### Vie privée
Fils de Yannick Houdet et de Monique Chureau, Stéphane Houdet est l'aîné d’une fratrie de trois (une sœur, Manuella, et un frère, Mickaël). Il a quatre enfants d'un premier mariage avec Armelle Segond : Baptiste et Marine, Julien et Paul.
En 2019, il épouse en secondes noces l'entrepreneur Marie Sermadiras de Pouzols de Lile à Paris. Il a deux enfants de ce deuxième mariage : Gabriel et Aurore.

## Carrière sportive
Il remporte, le 8 juin 2012 face à Shingo Kunieda, le tournoi de Roland-Garros, son premier Grand Chelem, devenant ainsi numéro 1 mondial en simple messieurs.
Au 31 décembre 2012 il est élu par la Fédération internationale de tennis champion du monde de tennis en fauteuil roulant.
En 2013, il remporte de nouveau le tournoi de Roland-Garros en simple. La même année, il remporte aussi le double messieurs avec Kunieda.
Trois mois plus tard, il remporte pour la première fois l'US Open en simple, en disposant une nouvelle fois de Kunieda.
Il perd en 2014 et 2015 contre ce même adversaire en finale de Roland-Garros.
En 2017, il remporte pour la deuxième fois l'US Open en simple face au Britannique Alfie Hewett, estimant qu'il « joue mieux que jamais ».
En janvier 2018, il perd en finale de l'Open d'Australie contre Shingo Kunieda, pour la sixième fois de sa carrière, à chaque fois face au même adversaire.
En juin 2018, il remporte le tournoi de Roland-Garros en double avec Nicolas Peifer face à la paire Cattaneo-Olsson, réitérant leur victoire de 2017.

## Style et matériel

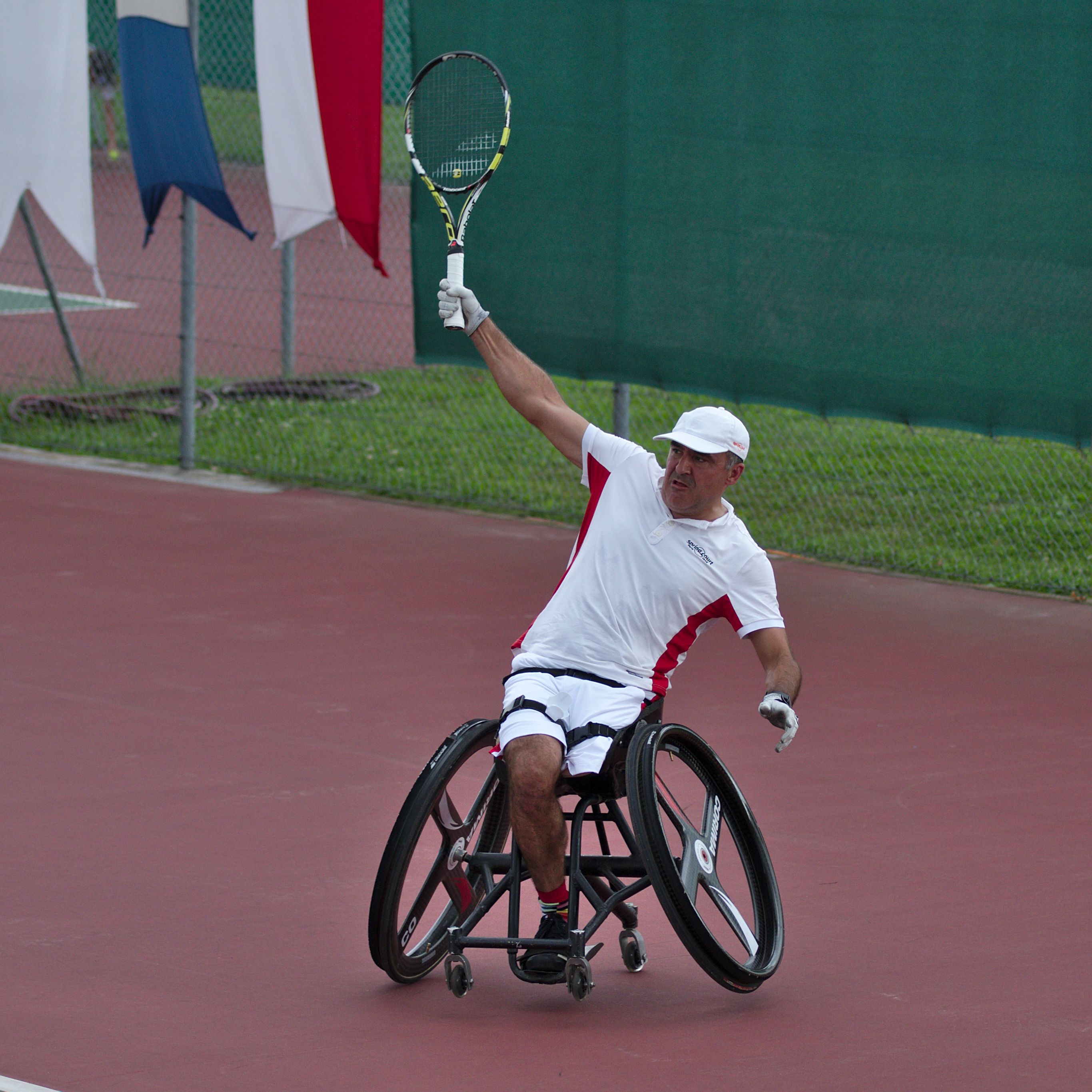
Stéphane Houdet à Genève
en 2014.

Stéphane Houdet est entraîné par Christian Filhol depuis février 2008. Ses préparateurs physiques sont Cyril Brechbuhl et son fils, Julien Houdet. Il a aussi été entraîné par Benoît Vergnaud (2005-2008), Michel Lunesu (2008-2010), Marine Arres (2010-2012), Xavier Le Gall (2013), Aloïs Beust et Jérôme Potier (2014-2016), Jean de Saintilan (2017-2019).
Il joue avec la même raquette que Rafael Nadal, l'Aerodrive de chez Babolat. Elle est préparée à 322 grammes et son équilibre est à 31,5 cordée. Son cordage est le RPM Blast 1.20 de chez Babolat, tendu à 20 kg. En avril 2015, il choisit de jouer avec le modèle connecté de sa raquette, la Babolat Play. Il en profite pour en diminuer le poids à 308 grammes et ajoute du boyau à son cordage.
Stéphane Houdet travaille avec une équipe de chercheurs du Laboratoire de Biomécanique des Arts & Métiers et du CERAH (Centre d'Études et de Recherche sur l'appareillage des Handicapés) pour la conception de son fauteuil. Il joue depuis 2015 avec un prototype deux roues de chez Corima qui est entièrement en carbone et qui pèse moins de 10 kilogrammes. Ses roues sont équipées de boyaux gonflés à 12 bars. Après plusieurs années de recherche, une étroite collaboration entre Corima et la société d'orthoprothésistes Chabloz Orthopédie donne naissance à un prototype tout en carbone. L'athlète ne joue ainsi plus assis mais à genoux. En engageant son bassin dans le jeu, les coups et la propulsion sont plus puissants. Il gagne en force, allonge et vitesse, lui qui se décrit comme « le moins rapide du Top 10 ».

## Palmarès en Simple
Stéphane Houdet a remporté un total de 56 titres en simple.
|    | Date       | Nom et lieu du tournoi                                              | Catégorie          | Surface    | Finaliste            | Score             |
| -- | ---------- | ------------------------------------------------------------------- | ------------------ | ---------- | -------------------- | ----------------- |
| 56 | 25/02/2025 | Bolton Indoor, Bolton, Grande-Bretagne                              | ITF2               | Hard (o)   | Maikel Scheffers     | 2-6 6-2 6-4       |
| 55 | 09/02/2025 | ABN AMRO World Wheelchair Tennis Tournament, Rotterdam, Netherlands | ITF1               | Hard (i)   | Martin de la Puente  | 6-3 6-4           |
| 54 | 25/02/2024 | Bolton Indoor, Bolton, Grande-Bretagne                              | ITF2               | Hard (o)   | Tom Egberink         | 6-4 6-3           |
| 53 | 21/05/2023 | XI Torneo Fundacion Emilio Sanchez Vicario, Madrid, Espagne         | ITF2               | Hard (o)   | Ho Won Im            | 6-4 6-2           |
| 52 | 14/05/2023 | Open de Vendée, La Roche-sur Yon, France                            | ITF2               | Hard (o)   | Daniel Rodrigues     | 6-3 6-1           |
| 51 | 26/06/2021 | Sardinia Open, Alghero, Italie                                      | ITF2               | Hard (o)   | Nicolas Peifer       | 6-4 6-3           |
| 50 | 24/09/2019 | Sardinia Open, Alghero, Italie                                      | ITF1               | Hard (o)   | Nicolas Peifer       | 6-2 6-1           |
| 49 | 12/02/2019 | ABN AMRO World Wheelchair Tennis Tournament, Rotterdam, Netherlands | ITF1               | Hard (i)   | Joachim Gérard       | 3-6 6-4 7-6(5)    |
| 48 | 09/01/2019 | Bendigo Wheelchair Tennis Open 2019, Bendigo, Australia             | ITF Super Series   | Hard (o)   | Gustavo Fernandez    | 7-6(5) 4-6 6-2    |
| 47 | 21/11/2018 | Prague Cup Czech Indoor, Prague, Czech Republic                     | ITF2               | Carpet (i) | Tom Egberink         | 6-4 6-4           |
| 46 | 25/09/2018 | Sardinia Open, Alghero, Italie                                      | ITF1               | Hard (o)   | Gordon Reid          | 6-4 6-1           |
| 45 | 14/03/2018 | ITF Georgia Open Wheelchair - NEW, Rome Tennis center, USA          | ITF1               | Hard (o)   | Gustavo Fernandez    | 6-2 6-2           |
| 44 | 19/09/2017 | Sardinia Open, Alghero, Italie                                      | ITF1               | Clay (o)   | Nicolas Peifer       | 6-3 6-1           |
| 43 | 07/09/2017 | US Open, New York, USA                                              | Grand Slam         | Hard (o)   | Alfie Hewett         | 6-2 4-6 6-3       |
| 42 | 29/08/2017 | US Open USTA Wheelchair Championships, St. Louis, USA               | ITF Super Series   | Hard (o)   | Gustavo Fernandez    | 6-4 7-5           |
| 41 | 04/10/2016 | US Open Championships, St. Louis, USA                               | ITF Super Series   | Hard (o)   | Gustavo Fernandez    | 6-3 6-3           |
| 40 | 26/07/2016 | British Open, Nottingham, Great Britain                             | ITF Super Series   | Hard (o)   | Joachim Gérard       | 6-3 6-4           |
| 39 | 17/05/2016 | Japan Open, Lizuka, Japan                                           | ITF Super Series   | Hard (o)   | Joachim Gérard       | 6-3 6-3           |
| 38 | 03/05/2016 | Sardinia Open, Alghero, Italy                                       | ITF1               | Hard (o)   | Stefan Olsson        | 6-3 6-4           |
| 37 | 14/04/2016 | ACSA SA Open, Johannesburg, South Africa                            | ITF Super Series   | Hard (o)   | Nicolas Peifer       | 6-3 6-0           |
| 36 | 30/03/2016 | ACSA Open, Johannesburg, South Africa                               | ITF1               | Hard (o)   | Alfie Hewett         | 6-3 6-3           |
| 35 | 16/03/2016 | Cajun Classic, Baton Rouge, USA                                     | ITF1               | Hard (o)   | Gordon Reid          | 6-4 6-4           |
| 34 | 22/09/2015 | Sardinia Open, Alghero, Italy                                       | ITF1               | Hard (o)   | Joachim Gérard       | 6-4 7-5           |
| 33 | 01/09/2015 | US Open USTA Wheelchair Tennis Championships, St. Louis, USA        | ITF Super Series   | Hard (o)   | Gustavo Fernandez    | 6-4 6-1           |
| 32 | 14/07/2015 | British Open, Nottingham, Great Britain                             | ITF Super Series   | Hard (o)   | Joachim Gérard       | 6-7(2) 6-1 7-6(5) |
| 31 | 08/07/2014 | Swiss Open Starling Hotel Geneva, Geneva, Switzerland               | ITF1               | Hard (o)   | Gustavo Fernandez    | 6-3 1-6 6-3       |
| 30 | 29/04/2014 | ACSA SA Open, Johannesburg, South Africa                            | ITF Super Series   | Hard (o)   | Gordon Reid          | 6-3 6-3           |
| 29 | 23/04/2014 | ACSA Gauteng Open, Johannesburg, South Africa                       | ITF1               | Hard (o)   | Takashi Sanada       | 6-2 6-2           |
| 28 | 24/09/2013 | Sardinia Open, Localita Maria Pia, Italy                            | ITF1               | Hard (o)   | Shingo Kunieda       | 7-5 7-5           |
| 27 | 05/09/2013 | US Open, New York, USA                                              | Grand Slam         | Hard (o)   | Shingo Kunieda       | 6-2 6-4           |
| 26 | 05/06/2013 | Roland Garros, Paris, France                                        | Grand Slam         | Clay (o)   | Shingo Kunieda       | 7-5 5-7 7-6       |
| 25 | 09/04/2013 | Airports Company South Africa SA Open, Johannesburg, South Africa   | ITF Super Series   | Hard (o)   | Gordon Reid          | 3-6 6-4 6-3       |
| 24 | 02/10/2012 | US Open USTA Wheelchair Tennis Championships, St. Louis, USA        | ITF Super Series   | Hard (o)   | Michaël Jeremiasz    | 6-0 6-0           |
| 23 | 06/06/2012 | Roland Garros, Paris, France                                        | Grand Slam         | Clay (o)   | Shingo Kunieda       | 6-2 2-6 7-6(6)    |
| 22 | 06/04/2012 | Florida Open, Boca Raton, USA                                       | ITF Super Series   | Hard (o)   | Maikel Scheffers     | 6-1 6-3           |
| 21 | 30/03/2012 | Pensacola Open, Pensacola, USA                                      | ITF1               | Hard (o)   | Maikel Scheffers     | 6-3 6-1           |
| 20 | 21/03/2012 | Cajun Classic, Baton Rouge, USA                                     | ITF1               | Hard (o)   | Ronald Vink          | 6-3 6-1           |
| 19 | 08/11/2011 | NEC Wheelchair Tennis Masters, Mechelen, Belgium                    | ITF Masters Series | Hard (i)   | Maikel Scheffers     | 6-4 7-6(2)        |
| 18 | 13/05/2011 | Internazionale d'Italia, Rome, Italy                                | ITF3               | Clay (o)   | Nicolas Peifer       | 6-2 6-3           |
| 17 | 30/03/2011 | Pensacola Open, Pensacola, USA                                      | ITF1               | Hard (o)   | Robin Ammerlaan      | 7-5 6-2           |
| 16 | 11/02/2010 | ABN Amro World Wheelchair Tennis Tournament, Rotterdam, Netherlands | ITF1               | Hard (i)   | Ronald Vink          | 6-3 6-3           |
| 15 | 07/08/2009 | Swiss Open, Centre Sportif Du Bois Des Freres, Switzerland          | ITF1               | Hard (o)   | Maikel Scheffers     | 6-1 6-3           |
| 14 | 26/06/2009 | BNP Paribas French Open, Paris, France                              | ITF1               | Hard (o)   | Maikel Scheffers     | 6-1 6-3           |
| 13 | 15/04/2009 | Pensacola Open, Pensacola, USA                                      | ITF1               | Hard (o)   | Michaël Jeremiasz    | 6-2 6-2           |
| 12 | 08/04/2009 | Florida Open, Boca Raton, USA                                       | ITF1               | Hard (o)   | Maikel Scheffers     | 6-3 6-3           |
| 11 | 05/08/2008 | Swiss Open, Centre Sportif Du Bois Des Freres, Switzerland          | ITF1               | Hard (o)   | Michaël Jeremiasz    | 7-5 7-5           |
| 10 | 07/08/2007 | Swiss Open, Centre Sportif Du Bois Des Freres, Switzerland          | ITF1               | Hard (o)   | Maikel Scheffers     | 6-2 6-4           |
| 9  | 04/07/2007 | Slovakia Open, Bratislava, Slovakia                                 | ITF2               | Clay (o)   | Ben Weeekes          | 6-2 6-3           |
| 8  | 26/06/2007 | BNP Paribas French Open, Paris, France                              | ITF1               | Hard (o)   | Shingo Kunieda       | 7-5 1-6 7-6(2)    |
| 7  | 22/05/2007 | Sardinia Open, Localita Maria Pia, Italy                            | ITF2               | Hard (o)   | Michaël Jeremiasz    | 7-5 4-6 6-4       |
| 6  | 29/03/2007 | Pensacola Open, Pensacola, USA                                      | ITF2               | Hard (o)   | Ronald Vink          | 3-6 6-3 6-1       |
| 5  | 21/02/2007 | Sion Indoor, Sion, Switzerland                                      | ITF3               | Carpet (i) | Nicolas Peifer       | 6-1 6-0           |
| 4  | 11/10/2006 | Grenoble Open, Grenoble, France                                     | ITF3               | Hard (o)   | Laszlo Farkas        | 6-2 7-5           |
| 3  | 20/09/2006 | PTR/ROHO Championships, Hilton Head Island, SC, USA                 | ITF1               | Hard (o)   | Jon Rydberg          | 6-2 6-3           |
| 2  | 05/04/2006 | Open 2006 Handisport, Amphion-Publier, France                       | ITF3               | Hard (i)   | Frédéric Cazeaudumec | 7-6 2-6 RET       |
| 1  | 10/03/2006 | Southwest Desert Classic, Tucson, AZ, USA                           | ITF Futures Series | Hard (o)   | Jon Rydberg          | 6-2 6-2           |

## Palmarès en Double
Stéphane Houdet a remporté un total de 137 titres en double. 
| 137 | 2025 | Bolton Indoor ITF2 Wheelchair Tennis Tournament (w/ Frederic Cattaneo)               | ITF 2 Series       | Hard   |
| 136 | 2025 | ITF1S Daegu (w/ Daniel Caverzaschi)                                                  | ITF 1 Series       | Hard   |
| 135 | 2024 | Allianz Para Trophy (w/ Frederic Cattaneo)                                           | ITF 1 Series       | Clay   |
| 134 | 2024 | Toyota Open International De L'ile De Re (w/ Frederic Cattaneo)                      | ITF 2 Series       | Hard   |
| 133 | 2024 | SARDINIA OPEN (w/ Daniel Caverzaschi)                                                | ITF 1 Series       | Hard   |
| 132 | 2023 | Seoul Korea Open (w/ Takuya Miki)                                                    | ITF 1 Series       | Hard   |
| 131 | 2023 | Open de Vendee (w/ Frederic Cattaneo)                                                | ITF 2 Series       | Hard   |
| 130 | 2023 | XI Torneo Fundacion Emilio Sanchez Vicario (w/ Maikel Scheffers)                     | ITF 2 Series       | Hard   |
| 129 | 2023 | French Riviera Open (w/ Tom Egberink)                                                | ITF Super Series   | Clay   |
| 128 | 2023 | US Open Wheelchair Championships (w/ Takashi Sanada)                                 | Grand Slam         | Hard   |
| 127 | 2023 | Kinoshita Group Japan Open (w/ Takashi Sanada)                                       | ITF 2 Series       | Hard   |
| 126 | 2023 | II Catalonia Open (w/ Frederic Cattaneo)                                             | ITF 2 Series       | Clay   |
| 125 | 2022 | Victorian Wheelchair Open (w/ Joachim Gerard)                                        | ITF 1 Series       | Hard   |
| 124 | 2022 | Melbourne Wheelchair Open (w/ Joachim Gerard)                                        | ITF Super Series   | Hard   |
| 123 | 2022 | ABN AMRO World Wheelchair Tennis Tournament (w/ Nicolas Peifer)                      | ITF 1 Series       | Hard   |
| 122 | 2022 | British Grass Court Wheelchair Tennis Tournament (w/ Alfie Hewett)                   | ITF 2 Series       | Grass  |
| 121 | 2021 | Melbourne Wheelchair Open (w/ Nicolas Peifer)                                        | ITF 3 Series       | Hard   |
| 120 | 2021 | Open des Hauts-de-France - Le Touquet (w/ Nicolas Peifer)                            | ITF 1 Series       | Clay   |
| 119 | 2021 | Sardinia Open International (w/ Nicolas Peifer)                                      | ITF 2 Series       | Hard   |
| 118 | 2021 | Tokyo 2020 Paralympic Games (w/ Nicolas Peifer)                                      | Paralympics        | Hard   |
| 117 | 2019 | ABN AMRO World Wheelchair Tennis Tournament (w/ Nicolas Peifer)                      | ITF 1 Series       | Hard   |
| 116 | 2019 | ITF Georgia Open Wheelchair Champs (w/ Nicolas Peifer)                               | ITF 1 Series       | Hard   |
| 115 | 2019 | Cajun Classic (w/ Nicolas Peifer)                                                    | ITF Super Series   | Hard   |
| 114 | 2019 | Japan Open 2019 (w/ Nicolas Peifer)                                                  | ITF Super Series   | Hard   |
| 113 | 2019 | Internazionali BNL d'Italia (w/ Gustavo Fernandez)                                   | ITF 2 Series       | Clay   |
| 112 | 2019 | BNP Paribas Open de France (w/ Nicolas Peifer)                                       | ITF Super Series   | Hard   |
| 111 | 2019 | Sardinia Open (w/ Nicolas Peifer)                                                    | ITF 1 Series       | Hard   |
| 110 | 2019 | NEC Wheelchair Singles Masters/ UNIQLOWheelchair Doubles Masters (w/ Nicolas Peifer) | ITF Masters Series | Hard   |
| 109 | 2018 | Sydney Wheelchair Tennis Open (w/ Nicolas Peifer)                                    | ITF Super Series   | Hard   |
| 108 | 2018 | Melbourne Wheelchair Tennis Open (w/ Nicolas Peifer)                                 | ITF 1 Series       | Hard   |
| 107 | 2018 | Australian Open (w/ Nicolas Peifer)                                                  | Grand Slam         | Hard   |
| 106 | 2018 | ITF Georgia Open Wheelchair - NEW (w/ Nicolas Peifer)                                | ITF 1 Series       | Hard   |
| 105 | 2018 | Cajun Classic - NEW GRADE (w/ Nicolas Peifer)                                        | ITF Super Series   | Hard   |
| 104 | 2018 | Internazionali BNL d'Italia (w/ Ruben Spaargaren)                                    | ITF 2 Series       | Clay   |
| 103 | 2018 | Roland Garros (w/ Nicolas Peifer)                                                    | Grand Slam         | Clay   |
| 102 | 2018 | US Open USTA Wheelchair Championships (w/ Nicolas Peifer)                            | ITF 1 Series       | Hard   |
| 101 | 2018 | UNIQLO Wheelchair Doubles Masters (w/ Nicolas Peifer)                                | ITF Masters Series | Hard   |
| 100 | 2017 | Apia International Sydney Wheelchair Tennis Open (w/ Nicolas Peifer)                 | ITF Super Series   | Hard   |
| 99  | 2017 | ABN AMRO Tournament (w/ Nicolas Peifer)                                              | ITF 1 Series       | Hard   |
| 98  | 2017 | Japan Open (w/ Nicolas Peifer)                                                       | ITF Super Series   | Hard   |
| 97  | 2017 | Roland Garros (w/ Nicolas Peifer)                                                    | Grand Slam         | Clay   |
| 96  | 2017 | BNP Paribas Open de France (w/ Nicolas Peifer)                                       | ITF Super Series   | Hard   |
| 95  | 2017 | British Open Wheelchair Tennis Championships (w/ Nicolas Peifer)                     | ITF Super Series   | Hard   |
| 94  | 2017 | US Open USTA Wheelchair Championships (w/ Nicolas Peifer)                            | ITF Super Series   | Hard   |
| 93  | 2017 | Sardinia Open (w/ Nicolas Peifer)                                                    | ITF 1 Series       | Hard   |
| 92  | 2016 | Apia International Sydney Wheelchair Tennis Open (w/ Nicolas Peifer)                 | ITF Super Series   | Hard   |
| 91  | 2016 | Australian Open (w/ Nicolas Peifer)                                                  | Grand Slam         | Hard   |
| 90  | 2016 | ABN AMRO Tournament (w/ Nicolas Peifer)                                              | ITF 1 Series       | Hard   |
| 89  | 2016 | ACSA Open (w/ Stefan Olsson)                                                         | ITF 1 Series       | Hard   |
| 88  | 2016 | ACSA SA Open (w/ Nicolas Peifer)                                                     | ITF Super Series   | Hard   |
| 87  | 2016 | Sardinia Open (w/ Nicolas Peifer)                                                    | ITF 1 Series       | Hard   |
| 86  | 2016 | Internazionali d'Italia (w/ Maikel Scheffers)                                        | ITF 2 Series       | Clay   |
| 85  | 2016 | Japan Open (w/ Michael Jeremiasz)                                                    | ITF Super Series   | Hard   |
| 84  | 2016 | Swiss Open (w/ Nicolas Peifer)                                                       | ITF 1 Series       | Hard   |
| 83  | 2016 | British Open (w/ Nicolas Peifer)                                                     | ITF Super Series   | Hard   |
| 82  | 2016 | Rio 2016 (w/ Nicolas Peifer)                                                         | Paralympics        | Hard   |
| 81  | 2016 | US Open Championships (w/ Shingo Kunieda)                                            | ITF Super Series   | Hard   |
| 80  | 2016 | UNIQLO Wheelchair Doubles Masters - NEW DATES (w/ Nicolas Peifer)                    | ITF Masters Series | Hard   |
| 79  | 2015 | Sydney International Wheelchair Tennis Open (w/ Shingo Kunieda)                      | ITF Super Series   | Hard   |
| 78  | 2015 | Australian Open Wheelchair Championships (w/ Shingo Kunieda)                         | Grand Slam         | Hard   |
| 77  | 2015 | ABN Amro World Wheelchair Tennis Tournament (w/ Gordon Reid)                         | ITF 1 Series       | Hard   |
| 76  | 2015 | BNP Paribas Open de France (w/ Shingo Kunieda)                                       | ITF Super Series   | Hard   |
| 75  | 2015 | Swiss Open Starling Hotel Geneva (w/ Joachim Gerard)                                 | ITF 1 Series       | Hard   |
| 74  | 2015 | US Open USTA Wheelchair Tennis Championships (w/ Gordon Reid)                        | ITF Super Series   | Hard   |
| 73  | 2015 | US Open (w/ Gordon Reid)                                                             | Grand Slam         | Hard   |
| 72  | 2015 | Sardinia Open (w/ Joachim Gerard)                                                    | ITF 1 Series       | Hard   |
| 71  | 2014 | Australian Open Wheelchair Championships (w/ Shingo Kunieda)                         | Grand Slam         | Hard   |
| 70  | 2014 | ACSA Gauteng Open (w/ Frederic Cattaneo)                                             | ITF 1 Series       | Hard   |
| 69  | 2014 | ACSA SA Open (w/ Frederic Cattaneo)                                                  | ITF Super Series   | Hard   |
| 68  | 2014 | Roland Garros (w/ Joachim Gerard)                                                    | Grand Slam         | Clay   |
| 67  | 2014 | Open de France (w/ Shingo Kunieda)                                                   | ITF Super Series   | Hard   |
| 66  | 2014 | Wimbledon (w/ Shingo Kunieda)                                                        | Grand Slam         | Grass  |
| 65  | 2014 | Swiss Open Starling Hotel Geneva (w/ Joachim Gerard)                                 | ITF 1 Series       | Hard   |
| 64  | 2014 | US Open USTA Wheelchair Tennis Championships (w/ Shingo Kunieda)                     | ITF Super Series   | Hard   |
| 63  | 2014 | US Open (w/ Shingo Kunieda)                                                          | Grand Slam         | Hard   |
| 62  | 2014 | Sardinia Open (w/ Joachim Gerard)                                                    | ITF 1 Series       | Hard   |
| 61  | 2014 | Open de la Baie Somme (w/ Joachim Gerard)                                            | ITF 1 Series       | Hard   |
| 60  | 2014 | UNIQLO Wheelchair Doubles Masters (w/ Joachim Gerard)                                | ITF Masters Series | Hard   |
| 59  | 2013 | APIA Sydney International Wheelchair Open (w/ Ronald Vink)                           | ITF Super Series   | Hard   |
| 58  | 2013 | ABN Amro World Wheelchair Tennis Tournament (w/ Gordon Reid)                         | ITF Super Series   | Hard   |
| 57  | 2013 | Cajun Classic (w/ Frederic Cattaneo)                                                 | ITF 1 Series       | Hard   |
| 56  | 2013 | Airports Company South Africa SA Open (w/ Frederic Cattaneo)                         | ITF Super Series   | Hard   |
| 55  | 2013 | Internazionale d'Italia (w/ Martin Legner)                                           | ITF 3 Series       | Clay   |
| 54  | 2013 | Roland Garros (w/ Shingo Kunieda)                                                    | Grand Slam         | Clay   |
| 53  | 2013 | BNP Paribas Open de France (w/ Shingo Kunieda)                                       | ITF Super Series   | Hard   |
| 52  | 2013 | Wimbledon (w/ Shingo Kunieda)                                                        | Grand Slam         | Grass  |
| 51  | 2013 | British Open (w/ Ronald Vink)                                                        | ITF Super Series   | Hard   |
| 50  | 2013 | US Open USTA Wheelchair Tennis Championships (w/ Shingo Kunieda)                     | ITF Super Series   | Hard   |
| 49  | 2013 | Open de la Baie Somme (w/ Gordon Reid)                                               | ITF 1 Series       | Hard   |
| 48  | 2013 | ITF Wheelchair Doubles Masters (w/ Gordon Reid)                                      | ITF Masters Series | Hard   |
| 47  | 2012 | Florida Open (w/ Nicolas Peifer)                                                     | ITF Super Series   | Hard   |
| 46  | 2012 | BNP Paribas French Open (w/ Michael Jeremiasz)                                       | ITF Super Series   | Hard   |
| 45  | 2012 | British Open (w/ Michael Jeremiasz)                                                  | ITF Super Series   | Hard   |
| 44  | 2012 | US Open USTA Wheelchair Tennis Championships (w/ Gordon Reid)                        | ITF Super Series   | Hard   |
| 43  | 2012 | Invacare Doubles Masters (w/ Shingo Kunieda)                                         | ITF Masters Series | Hard   |
| 42  | 2011 | ABN Amro World Wheelchair Tennis Tournament (w/ Robin Ammerlaan)                     | ITF Super Series   | Hard   |
| 41  | 2011 | Cajun Classic (w/ Michael Jeremiasz)                                                 | ITF 1 Series       | Hard   |
| 40  | 2011 | Pensacola Open (w/ Michael Jeremiasz)                                                | ITF 1 Series       | Hard   |
| 39  | 2011 | Florida Open (w/ Michael Jeremiasz)                                                  | ITF Super Series   | Hard   |
| 38  | 2011 | BNP Paribas French Open (w/ Michael Jeremiasz)                                       | ITF Super Series   | Hard   |
| 37  | 2011 | Swiss Open (w/ Nicolas Peifer)                                                       | ITF Super Series   | Hard   |
| 36  | 2011 | US Open (w/ Nicolas Peifer)                                                          | Grand Slam         | Hard   |
| 35  | 2011 | Sardinia Open (w/ Nicolas Peifer)                                                    | ITF 1 Series       | Hard   |
| 34  | 2010 | Australian Open (w/ Shingo Kunieda)                                                  | Grand Slam         | Hard   |
| 33  | 2010 | ABN Amro World Wheelchair Tennis Tournament (w/ Robin Ammerlaan)                     | ITF 1 Series       | Hard   |
| 32  | 2010 | Pensacola Open (w/ Robin Ammerlaan)                                                  | ITF 1 Series       | Hard   |
| 31  | 2010 | Roland Garros (w/ Shingo Kunieda)                                                    | Grand Slam         | Clay   |
| 30  | 2010 | BNP Paribas French Open (w/ Shingo Kunieda)                                          | ITF Super Series   | Hard   |
| 29  | 2010 | British Open (w/ Satoshi Saida)                                                      | ITF Super Series   | Hard   |
| 28  | 2009 | Japan Open (w/ Michael Jeremiasz)                                                    | ITF Super Series   | Hard   |
| 27  | 2009 | Roland Garros (w/ Michael Jeremiasz)                                                 | Grand Slam         | Clay   |
| 26  | 2009 | BNP Paribas French Open (w/ Michael Jeremiasz)                                       | ITF 1 Series       | Hard   |
| 25  | 2009 | Wimbledon (w/ Michael Jeremiasz)                                                     | Grand Slam         | Grass  |
| 24  | 2009 | British Open (w/ Michael Jeremiasz)                                                  | ITF Super Series   | Hard   |
| 23  | 2009 | US Open New York (w/ Stefan Olsson)                                                  | Grand Slam         | Hard   |
| 22  | 2008 | Sydney International Wheelchair Tennis Open (w/ Shingo Kunieda)                      | ITF Super Series   | Hard   |
| 21  | 2008 | Australian Open Wheelchair Championships (w/ Shingo Kunieda)                         | Grand Slam         | Hard   |
| 20  | 2008 | ABN Amro World Wheelchair Tennis Tournament (w/ Gordon Reid)                         | ITF 1 Series       | Hard   |
| 19  | 2008 | BNP Paribas French Open (w/ Michael Jeremiasz)                                       | ITF 1 Series       | Hard   |
| 18  | 2008 | British Open (w/ Michael Jeremiasz)                                                  | ITF Super Series   | Hard   |
| 17  | 2008 | Swiss Open (w/ Michael Jeremiasz)                                                    | ITF 1 Series       | Hard   |
| 16  | 2008 | Beijing 2008 (w/ Michael Jeremiasz)                                                  | Paralympics        | Hard   |
| 15  | 2007 | Sion Indoor (w/ Frederic Cattaneo)                                                   | ITF 3 Series       | Carpet |
| 14  | 2007 | Pensacola Open (w/ Tadeusz Kruszelnicki)                                             | ITF 2 Series       | Hard   |
| 13  | 2007 | Cajun Classic (w/ Michael Jeremiasz)                                                 | ITF 2 Series       | Hard   |
| 12  | 2007 | Sardinia Open (w/ Michael Jeremiasz)                                                 | ITF 2 Series       | Hard   |
| 11  | 2007 | Roland Garros (w/ Michael Jeremiasz)                                                 | ITF Masters Series | Clay   |
| 10  | 2007 | Swiss Open (w/ Martin Legner)                                                        | ITF 1 Series       | Hard   |
| 9   | 2007 | USTA National Indoor ROHO Gateway Classic (w/ Tadeusz Kruszelnicki)                  | ITF 1 Series       | Hard   |
| 8   | 2007 | Camozzi Wheelchair Tennis Doubles Masters (w/ Michael Jeremiasz)                     | ITF Masters Series | Carpet |
| 7   | 2006 | Sion Indoor (w/ Frederic Cattaneo)                                                   | ITF 3 Series       | Carpet |
| 6   | 2006 | Southwest Desert Classic (w/ Christophe Verdier)                                     | ITF Futures Series | Hard   |
| 5   | 2006 | Inail Citta di Livorno (w/ Michael Jeremiasz)                                        | ITF 1 Series       | Hard   |
| 4   | 2006 | PTR/ROHO Championships (w/ Frederic Cattaneo)                                        | ITF 1 Series       | Hard   |
| 3   | 2006 | Grenoble Open (w/ Laszlo Farkas)                                                     | ITF 3 Series       | Carpet |
| 2   | 2006 | Camozzi Wheelchair Tennis Doubles Masters (w/ Frederic Cattaneo)                     | ITF Masters Series | Carpet |
| 1   | 2005 | Grenoble Open (w/ Christophe Verdier)                                                | ITF 3 Series       | Hard   |

### Jeux paralympiques
- Jeux paralympiques d'été de 2008 à Pékin
  -  médaillé d'or en double messieurs avec Michaël Jeremiasz
- Jeux paralympiques d'été de 2012 à Londres
  -  médaillé d'argent en simple messieurs
  -  médaillé de bronze en double messieurs avec Michaël Jeremiasz
- Jeux paralympiques d'été de 2016 à Rio
  -  médaillé d'or en double messieurs avec Nicolas Peifer
- Jeux paralympiques d'été de 2020 à Tokyo
  -  médaillé d'or en double messieurs avec Nicolas Peifer

### En Grand Chelem

#### Victoires en simple (4)
| Année | Tournoi       | Adversaire en finale | Score          |
| 2012  | Roland-Garros | Shingo Kunieda       | 6-2, 2-6, 7-66 |
| 2013  | Roland-Garros | Shingo Kunieda       | 7-5, 5-7, 7-65 |
| 2013  | US Open       | Shingo Kunieda       | 6-2, 6-4       |
| 2017  | US Open       | Alfie Hewett         | 6-2, 4-6, 6-3  |

#### Victoires en double (20)
| Année | Tournoi          | Partenaire        | Adversaires en finale            | Score            |
| 2007  | Roland-Garros    | Michaël Jeremiasz | Shingo Kunieda Satoshi Saida     | 7-64, 6-1        |
| 2009  | Roland-Garros    | Michaël Jeremiasz | Robin Ammerlaan Maikel Scheffers | 6-2, 7-5         |
| 2009  | Wimbledon        | Michaël Jeremiasz | Robin Ammerlaan Shingo Kunieda   | 1-6, 6-4, 7-63   |
| 2009  | US Open          | Stefan Olsson     | Maikel Scheffers Ronald Vink     | 6-4, 4-6, 6-4    |
| 2010  | Open d'Australie | Shingo Kunieda    | Maikel Scheffers Robin Ammerlaan | 6-2, 6-2         |
| 2010  | Roland-Garros    | Shingo Kunieda    | Robin Ammerlaan Stefan Olsson    | 6-0, 5-7, [10-8] |
| 2011  | US Open          | Nicolas Peifer    | Maikel Scheffers Ronald Vink     | 6-3, 6-1         |
| 2013  | Roland-Garros    | Shingo Kunieda    | Gordon Reid Ronald Vink          | 3-6, 6-4, [10-6] |
| 2013  | Wimbledon        | Shingo Kunieda    | Frédéric Cattaneo Ronald Vink    | 6-4, 6-2         |
| 2014  | Open d'Australie | Shingo Kunieda    | Gordon Reid Maikel Scheffers     | 6-3, 6-3         |
| 2014  | Roland-Garros    | Joachim Gérard    | Gustavo Fernández Nicolas Peifer | 4-6, 6-3, [11-9] |
| 2014  | Wimbledon        | Shingo Kunieda    | Maikel Scheffers Ronald Vink     | 5-7, 6-0, 6-3    |
| 2014  | US Open          | Shingo Kunieda    | Gordon Reid Maikel Scheffers     | 6-2, 2-6, 7-64   |
| 2015  | Open d'Australie | Shingo Kunieda    | Gustavo Fernández Gordon Reid    | 6-2, 6-1         |
| 2015  | US Open          | Gordon Reid       | Michaël Jeremiasz Nicolas Peifer | 6-3, 6-1         |
| 2016  | Open d'Australie | Nicolas Peifer    | Shingo Kunieda Gordon Reid       | 6-3, 3-6, 7-5    |
| 2017  | Roland-Garros    | Nicolas Peifer    | Alfie Hewett Gordon Reid         | 6-4, 6-3         |
| 2018  | Open d'Australie | Nicolas Peifer    | Alfie Hewett Gordon Reid         | 6-4, 6-2         |
| 2018  | Roland-Garros    | Nicolas Peifer    | Frédéric Cattaneo Stefan Olsson  | 6-1, 7-65        |
| 2023  | US Open          | Takashi Sanada    | Takuya Miki Tokito Oda           | 6-4, 6-4         |

### Au Masters

#### Victoire en simple (1)
| Année | Lieu    | Finaliste        | Résultat  |
| ----- | ------- | ---------------- | --------- |
| 2011  | Malines | Maikel Scheffers | 6-4, 7-62 |

#### Victoires en double (7)
| Année | Lieu          | Partenaire        | Finalistes                         | Résultat       |
| ----- | ------------- | ----------------- | ---------------------------------- | -------------- |
| 2007  | Bergame       | Michaël Jeremiasz | Maikel Scheffers / Ronald Vink     | 2-6, 6-4, 6-2  |
| 2012  | Amsterdam     | Shingo Kunieda    | Gordon Reid / Ronald Vink          | 6-7, 6-1, 6-2  |
| 2013  | Mission Viejo | Gordon Reid       | Michaël Jeremiasz / Nicolas Peifer | 6-3, 6-3       |
| 2014  | Mission Viejo | Joachim Gérard    | Michaël Jeremiasz / Gordon Reid    | 6-4, 6-1       |
| 2016  | Mission Viejo | Nicolas Peifer    | Gustavo Fernández / Joachim Gérard | 2-6, 6-2, 7-5  |
| 2018  | Bemmel        | Nicolas Peifer    | Joachim Gérard / Stefan Olsson     | 1-6, 6-3, 7-63 |
| 2019  | Orlando       | Nicolas Peifer    | Joachim Gérard / Stefan Olsson     | 6-1, 6-2       |

### Coupe du monde par équipes
- Médaille d'or :  Nottingham 2009,  Séoul 2012,  Antalya 2013,  Alphen 2014,  Tokyo en 2016[13]
- Médaille d’argent :  Brasilia 2006,  Crémone 2008,  Johannesburg 2011,  Tel Aviv 2019
- Médaille de bronze :  Antalya 2010

## Classement ITF de fin d'année
| Année          | 2005 | 2006 | 2007 | 2008 | 2009 | 2010 | 2011 | 2012 | 2013 | 2014 | 2015 | 2016 | 2017 | 2018 | 2019 | 2020 | 2021 | 2022 | 2023 | 2024 |
| Rang en simple | 129  | 10   | 3    | 3    | 2    | 2    | 3    | 1    | 2    | 2    | 2    | 2    | 3    | 5    | 3    | 6    | 6    |      | 9    | 9    |
| Rang en double | 173  | 8    | 6    | 3    | 1    | 1    | 1    | 1    | 1    | 1    | 2    | 1    | 2    | 2    | 1    | 3    | 3    |      | 3    | 7    |

## Distinctions
- Officier de la Légion d'honneur le 8 septembre 2021[14], chevalier le 19 janvier 2009[15]
- Officier de l'ordre national du Mérite le 1er décembre 2016[16]